# Oncopsis aomians
Oncopsis aomians är en insektsart som beskrevs av Kuoh 1981. Oncopsis aomians ingår i släktet Oncopsis och familjen dvärgstritar. Inga underarter finns listade i Catalogue of Life.